# Funérailles bouddhistes
Dans la religion bouddhiste, la mort est considérée comme un évènement important, à la fois pour le mort et les vivants. Pour les morts, cela marque le moment où commence la transition vers une nouvelle existence à travers un cycle de réincarnations (voir Bhavacakra). Quand la mort survient, toutes les forces karmiques que le défunt a accumulées au cours de sa vie entrent en jeu et vont déterminer sa prochaine réincarnation. Pour les vivants, la mort est un rappel fort de l'enseignement du Buddha sur l'impermanence ; c'est aussi l'occasion d'assister le défunt alors qu'il se dirige vers sa nouvelle existence. Il existe nombre d'études académiques traitant de ce sujet,. Dans le Buddhisme, la mort marque la transition entre la vie actuelle et la future existence du défunt.

## Les traditions Theravāda
Pour les non-Arhat, la mort est une période de transition vers une énième renaissance; ainsi, les vivants participent à rappeler le mérite du défunt, soit pour offrir à celui-ci une renaissance plus heureuse, ou pour le soulager de ses souffrances dans sa nouvelle existence. Pour les vivants, les cérémonies qui marquent la mort d'autrui sont un rappel de l'impermanence de la vie, qui est un aspect fondamental de l'enseignement du Bouddha. Les rites mortuaires sont généralement le seul rite du cycle de la vie auxquels les moines bouddhistes Theravāda participent, ce qui en fait un évènement de grande importance.
Un rituel particulier exclusif aux rites funéraires est l'offrande d'étoffe aux moines. Cette pratique est appelée paṃsukūla en Pali, ce qui signifie « la robe esseulée ». Elle symbolise les vêtements abandonnés et les linceuls que les moines utilisaient pour leur toge à l'époque du Bouddha.

### Pratiques au Sri Lanka
- L'offrande d'étoffe de la part du défunt (mataka-vastra-puja) : avant une crémation ou un enterrement (cela dépend de la volonté du défunt ou de ses proches), dans le foyer du défunt ou au cimetière, les moines présidant aux funérailles se voient offerts une étole blanche destinée à être transformée en robe monastique.

- Prêcher pour le bien du défunt (mataka-bana) : dans la semaine qui suit les funérailles (généralement le troisième jour), un moine retourne chez le défunt pour y réciter un sermon d'une heure pour les proches et les voisins. Ce sermon est généralement tenu le sixième jour après le décès et souvent, la famille, les amis et les voisins se font offrir un repas dans la foulée[5].

- Offrandes au nom du mort (mataka-dana) : celles-ci sont faites trois mois après les funérailles, puis annuellement par la suite. Les proches du défunt organisent une action de charité[1].

## Traditions Mahayana
En Chine, de nombreuses cérémonies d'enseignement et de mérite sont tenues au quarante-neuvième jour entre la mort et la renaissance. On considère que si l'âme du défunt ne se lance pas sur le chemin de la culture spirituelle pour atteindre les Quatre Hauts Royaumes, celle-ci sera transférée au sein des Six Royaumes de l'Existence. Aider le défunt à atteindre un royaume supérieur (Chaodu, 超渡) est un objectif important pour les membres de la famille et les amis du défunt, et ce, dans les quarante-neuf jours suivant le décès. Les gens ont souvent recours à des méthodes telles que le chant ou les récitation de vers bouddhistes afin d'aider le défunt,.
Pour la plupart des funérailles chinoises, si une cérémonie bouddhiste est choisie, la récitation du Sūtra d'Amitābha et le nom d'Amitābha est une part importante des rites funéraires. Nombre d'autres chants sacrés ou de combinaisons de chants bouddhistes tels que le Nilakantha dharani, le Sūtra du Cœur, le Mantra de la renaissance dans la Lande Pure ou le Sapta Atitabuddha Karasaniya Dharani (ou Qi Fo Mie Zui Zhen Yan 七佛滅罪真言), sont aussi utilisés,. En plus de pratiques culturelles telles que le fait de brûler des billets funéraires (qui est condamnée par la plupart des pratiquants Bouddhistes), les praticiens sont souvent incinérés.

### Exposition du corps
"L'Exposition du corps" (Lushizang, 露屍葬) est une pratique qui consiste à placer le corps du défunt dans un endroit ouvert plutôt que d'utiliser des cercueils ou des sarcophages. Dans la tradition indienne, cette pratique inclut aussi de placer le corps dans une forêt ou de le laisser couler au fond de l'eau. Suivant cette pratique originaire d'Inde, les moines Chinois de l'époque médiévale pratiquaient aussi l'exposition du corps en forêt, mais aucun preuve écrite « d'enmerrement » n'a été retrouvée. De plus, l'enterrement en cave (Shishi yiku 石室瘞窟) était aussi un type de Lushizang dans la Chine médiévale.
En exposant le corps, l'idée était d'offrir celui-ci aux bêtes et oiseaux affamés. Cela fait, les restes étaient ramassés. Il existait trois moyens de collecter ces restes :
- Récupérer les restes des bois, les enterrer ou les placer dans une pagode;
- Brûler les restes, puis les enterrer ensuite ou les placer dans une pagode;
- Brûler les restes puis répandre les cendres dans les bois ou dans l'eau.

### Enterrement dans des grottes
À partir du troisième siècle avant Jésus Christ, les moines Chinois ont utilisé des grottes comme lieux de repos pour les défunts. Cette pratique funéraire (Shishi yiku, 石室瘞窟) pourrait avoir été inspirée des pratiques d'Asie Centrale. L'enterrement dans des grottes était moins direct que l'exposition en forêt.
Avant les temps médievaux, le mot « grotte » (Shishi, 石室) peut signifier une bibliothèque du gouvernement ou la pièce centrale d'un temple ancestral (Zongmiao, 宗庙). Pour construire des grottes funéraires bouddhistes, trois méthodes existent :
- Utiliser des grottes ou cavités naturelles;
- Aménager légèrement des grottes déjà existantes;
- Entasser des pierres pour créer de nouvelles grottes.

Afin de donner le corps aux animaux, la plupart des grottes étaient laissées ouvertes. Les quelques rares exceptions incluent la falaise nord de Longmen wanfo gou (龙门万佛沟). Généralement, les moines utilisaient la position assise et pratiquaient le dhutaga (Toutuo, 头陀). Ces cavités étaient réutilisées et la plupart d'entre elles ont été découvertes à Chang'an et Longmen. Dunhuang et Sichuan ont aussi ce genre de grottes.

### L'enterrement en forêt
Les moines Chinois ont commencé à pratiquer l'enterrement en forêt (Linzang, 林葬) à partir du cinquième siècle. Le célèbre moine du Jin de l'Est, Huiyuan, fut le premier en Chine à pratiquer l'enterrement en forêt.
Cette pratique a sûrement été très populaire au sixième siècle. Selon le  Livre de Chen(陈书), même les non-pratiquants ont adopté cette méthode funéraire. Le terme de “Bosquet Frais” (Shituolin 尸陀林) a été utilisé pour décrire l'endroit d'exposition, ou pour décrire cette pratique en général.
Après le sixième siècle, le nombre de documents traitant de l'enterrement en forêt a augmenté. Dans “Bibliographies de Moines Célèbres” de Daoxuan (Xugaosenzhuan 续高僧传), on retrouve nombre d'histoires avec de telles descriptions. Selon Daoxuan et d'autres épitaphes de moines, il existait deux types de moines pratiquant l'enterrement en forêt :
- Les moines des Trois Sectes. Cette secte a adopté les pratiques des moines et des communs, femmes comprises. Les endroits les plus utilisés par Sanjie étaient les Mountagnes Zhongnam et Baoshan.
- D'autres moines de différentes sectes, souvent de la province de Chang’an. Ils se concentraient sur l'apprentissage du Chán et accordaient de la valeur aux lignées. Ces moines pratiquaient dans des temples tels que le temple Yanxing, le temple de Shengguang et le temple de Qingchan, tous trois situés dans la province de Chang’an.

### La momification
Même si la momification a lieu dans diverses traditions funéraires bouddhistes, ce n'est pas une pratique commune ; la crémation est plus habituelle. Dans leur testaments, nombre de moines bouddhistes Mahayana ont exprimé envers leurs disciples leur désir d'être enterres assis en position du lotus, dans une relique remplie de charbon, de bois, de papier et de citron et entourée de briques avant d'être exhumé après environ trois ans. Les corps ainsi préservés devaient être peints et ornés d'or. Beaucoup de moines étaient si respectés qu'ils étaient préservés par leurs propres élèves. Ils étaient appelés les « Bodhisattvas corporels », similaires aux  Incorruptibles de l'Église catholique. Si beaucoup ont été détruits lors de la révolution culturelle en Chine, certains ont été préservés, tel que Huineng, le Sixième patriarche du bouddhisme Chán, et Kim Kiaokak, un moine bouddhiste Coréen révéré comme une manifestation de Ksitigarbha ; d'autres ont été découverts récemment : l'un d'eux fut le Vénérable Tzu Hang à Taiwan; un autre le Vénérable Yuet Kai à Hong Kong.
D'aures exemples notables de momification bouddhiste sont celles de Dachi-Dorjo Itigilov en Sibérie, Loung Pordaeng en Thaïlande, et un moine Tibétain du quinzième siècle originaire d'Inde du nord et examiné par Victor H. Mair dans le documentaire Le Mystère de la momie Tibétaine. Même si le documentaire suggère que le moine aurait consommé du poison intentionnellement, il n'existe pas de preuve d'une telle pratique pour aucune des personnes mentionnées plus haut; les substances empoisonnées retrouvées occasionnellement sur les restes ont pu être appliquées sur les corps par les adeptes.

## Traditions Tibétaines
Une personne mourante ou qui est morte récemment se fera lire par exemple le Bardo Thödol (dans la tradition Nyingmapa) afin d'être guidé.e dans sa période de transition (Tib.: bardo) entre les vies, d'effacer ses attaches à cette vie et d'approfondir sa sagesse bodhisattva. Le corps est soit incinéré, soit démembré et donné en pâture aux vautours (Tib.: Inhumation celeste).
D'autres traditions Tibétaines ont d'autres textes lus et d'autres rituels accomplis, qui peuvent être aussi adaptés à une pratique spécifique (vajrayana) que le défunt effectuait de son vivant. Le bardo est généralement connu pour durer 49 jours.
Dans le bouddhisme tibétain, la mort et le décès sont un sujet important car il s'agit d'une période critique pour décider quel karma va s'épanouir pour guider le défunt vers sa vie future. Ainsi, le contrôle de l'esprit est essentiel lorsque la mort survient 
Après une méditation prolongée, le médiateur poursuit le bardo vers l'illumination. Les Grands Maîtres sont souvent incinérés et leurs cendre conservées comme des reliques dans des stūpas.
Au Tibet, le bois de brûlot était rare, et le sol souvent inutilisable pour l'enterrement. Ainsi s'est développée la pratique inhabituelle de donner le corps à manger aux vautours et aux animaux. Connue à Taiwan sous le nom de jhator et littéralement traduite par « Action de charité aux oiseaux », cette pratique est connue comme une Inhumation céleste. On peut aussi voir cette offrande aux animaux comme un dernier acte de générosité et de détachement de son propre corps.